# William Bart Saxbe
William Bart Saxbe (Mechanicsburg, 24 giugno 1916 – Mechanicsburg, 24 agosto 2010) è stato un politico statunitense.

## Biografia
Fu il 71º procuratore generale degli Stati Uniti sotto i presidenti degli Stati Uniti d'America Richard Nixon (37º presidente) e Gerald Ford (38º presidente).
Figlio di Faye "Maggie" Henry Carey Saxbe e di Bart Rockwell
Servì l'United States Army Air Corps dal 1940 al 1945. Nel 1940 sposò Ardath Louise "Dolly" Kleinhans.